# Lúcio Séstio Quirinal Albiniano
Lúcio Séstio Quirinal Albiniano (em latim: Lucius Sestius Quirinalis Albinianus) foi um político da gente Séstia do Império Romano nomeado cônsul sufecto por Augusto em 23 a.C. para terminar o seu mandato.

## História
Séstio era filho de Públio Séstio, pretor em 53 a.C. e amigo de Cícero. Apesar de Horácio tê-lo tornado personagem de uma de suas odes (i.4), Ronald Syme explica que isso foi apenas para "indicar o ano de publicação dos três primeiros livros de suas odes". Ele lembra que, embora Séstio tenha servido como proquestor de Marco Júnio Bruto, "ele não deixou traços de um status apropriado ou de capacidade para [exercer] a suprema magistratura" e opina que "Séstio pode ter levado uma vida de tranquilo lazer até então". Se for este o caso, pode ser que isto seja um indicativo de que Séstio tinha uma aversão à vida pública, uma das características indicativas de um epicurista. Esta aversão pode ser exatamente o motivo pelo qual ele seria uma escolha segura para o consulado. Lúcio Licínio Varrão Murena, irmão de Aulo Terêncio Varrão Murena, que havia sido eleito para o consulado em 23 a.C. e acabou sendo substituído no último minuto por Cneu Calpúrnio Pisão, foi acusado, no ano seguinte, de conspirar contra Augusto e acabou assassinado durante sua prisão.

## Outras atividades
Durante as escavações de uma villa em Settefinestre que pertencia aos pais de Quirinal, diversos artefatos de cerâmica estampados com as letras "LS" ("Lucius Sestius") foram encontrados.
Fontes literárias creditam a ele a dedicação de três altares do culto imperial no noroeste da Hispânia por volta de 19 a.C.